# Бурдон (водохранилище)
Бурдон (фр. Lac du Bourdon) — водохранилище в департаменте Йонна региона Бургундия — Франш-Конте.
Водохранилище было создано в 1901 году на реке Бурдон при строительстве канала до Бриара. Высота водного зеркала над уровнем моря — 215 м, площадь поверхности — 2,2 км². Длина водохранилища — около 3 км, ширина — до 500 м, максимальная глубина — 15 м, объём воды — 9,3 млн м³, водоём имеет форму, напоминающую лошадь.
Водохранилище расположено 180 км к югу от Парижа и в 40 км к юго-западу от Осера. В 3 км от водоёма расположен замок Сен-Фаржо, рядом проходит граница с департаментом Ньевр.
Берега озера являются рекреационной зоной (отдых, плавание, каноэ, водные велосипеды), водохранилище популярно среди любителей рыбной ловли (обитают щуки, карпы, судаки). Рядом расположена школа парусного спорта.